# Valle-d’Alesani
Valle-d’Alesani (korsisch E Valli d'Alisgiani; italienisch Valle d'Alesani) ist eine Gemeinde in der Castagniccia auf der französischen Mittelmeerinsel Korsika. Sie gehört zum Département Haute-Corse, zum Arrondissement Corte und zum Kanton Castagniccia. Die Bewohner nennen sich Vallais oder Vallaci. Das Siedlungsgebiet liegt auf 620 Metern über dem Meeresspiegel. Nachbargemeinden sind Felce im Norden, Santa-Reparata-di-Moriani und Cervione im Nordosten, Sant’Andréa-di-Cotone und Pietra-di-Verde im Südosten, Ortale im Süden, Novale, Perelli und Piazzali im Südwesten, Pietricaggio im Westen und Tarrano im Nordwesten.

## Bevölkerungsentwicklung
| Jahr      | 1962 | 1968 | 1975 | 1982 | 1990 | 1999 | 2008 | 2012 | 2017 |
| --------- | ---- | ---- | ---- | ---- | ---- | ---- | ---- | ---- | ---- |
| Einwohner | 288  | 250  | 213  | 192  | 142  | 124  | 144  | 129  | 109  |

## Sehenswürdigkeiten
- Konvent Saint-François, erbaut im 13. Jahrhundert
- Konventskirche, erbaut im 17. Jahrhundert
- Quelle Pardina – eisenhaltige Quelle, der gesundheitsfördernde Eigenschaften zugeschrieben werden.